# عليها ثلاثة عشر
عليها ثلاثة عشر هي مجموعة قصصية للكاتبة الجزائرية أمل بوشارب صدرت عن منشورات الشهاب بالجزائر عام 2014.

## موضوع الكتاب
تتناول قصص عليها ثلاثة عشر موضوع تحرر المرأة في العالم العربي حيث يحتوي الكتاب على 13 قصة لنساء من مختلف الأعمار والخلفيات الاجتماعية والثقافية، ويستعرض قضايا مختلفة تتعلق بحياة المرأة المعاصرة.

### التصنيف الأدبي
صعّبت الطبيعة الجدلية لمضمون قصص «عليها ثلاثة عشر» من مهمة تصنيف الكتاب، حيث جنح البعض إلى تصنيفه ضمن الأدب النسوي بسبب تناوله مواضيع تتعلق بالمرأة، بينما اعتبر البعض الآخر أن أفكار الكتاب تتجاوز الأطروحات التقليدية للحركة النسوية وأن توجهه بشكل عام يعكس تيار ما بعد النسوية.

### تقديم الناشر
انتشرت النبذة التي نشرتها دار الشهاب على غلاف المجموعة القصصية في المقالات الصحفية المنشورة عن عليها ثلاثة عشر  واللقاءات الاعلامية مع المؤلفة، حيث شاع الاقتباس منها بين الصحفيين للتعريف بـمضمون الكتاب وجاء فيها:
| عليها ثلاثة عشر | تتناول أمل بوشارب من خلال "عليها ثلاثة عشر" موضوع المرأة المعتم الشفاف. لتأخذنا وبجرأة إلى كواليس عالمٍ يبدو أن المرأة فيه لا تزال تحن إلى الجارية التي بداخلها...عالم من حريم القرن الـ21 لسلاطين يعيشون في الأعماق الحالكة لنساء لا زلن متخاصمات مع لباسهن، ولون بشرتهن، ويتسابقن على رضا حاكمهن ... نساء نتناول قصصهن في سيجارتها، ثورتهن، تواضع فكري، وغيرها من القصص، فتمر جميعهن الطالبة، والصحفية والباحثة، والمسؤلة على طاولة التحليل النفسي في "عليها ثلاثة عشر"... | عليها ثلاثة عشر |

## التلقي الاعلامي وردود الأفعال
مباشرة بعد صدور المجموعة القصصية ضمن الدخول الأدبي 2014  شاركت عليها ثلاثة عشر في الصالون الدولي للكتاب في طبعته الـ19 بالجزائر العاصمة ، حيث تم توقيع الإصدار في 4 نوفمبر 2014 بحضور الأسرة الاعلامية. وقد لفت عليها ثلاثة عشر انتباه القراء والصحافة الجزائرية، وكذا الناشطين على صفحات مواقع التواصل الاجتماعي، حيث اعتبر الكتاب من بين أهم الاصدارات الأدبية لعام 2014 في الجزائر. وتباينت الآراء حول الكتاب حيث اعتبره البعض غير منصف للمرأة، بينما رآه آخرون مرآة تعكس واقع المرأة العربية المعاصرة. وقد احتضنت دار الشهاب في 16 ديسمبر لقاء أدبيا لمناقشة مضمون المجموعة بحضور المؤلفة.

## فهرس القصص
- سيجارتها
- السمراء
- ثورتهـ«ن»
- أحلام بلهاء
- غانيات
- قضية ديالكتيكية
- القناع
- بين «رون» وذي الرمة
- أبراج قمرية
- تكلمي
- من نوع آخر
- تواضع فكري
- عليها ثلاثة عشر.[1]